# Mokresj (distrikt i Bulgarien, Sjumen)
Mokresj (bulgariska: Мокреш) är ett distrikt i Bulgarien.   Det ligger i kommunen Obsjtina Veliki Preslav och regionen Sjumen, i den östra delen av landet, 290 km öster om huvudstaden Sofia.
Trakten runt Mokresj består till största delen av jordbruksmark. Runt Mokresj är det glesbefolkat, med 17 invånare per kvadratkilometer.